# Liste der Nummer-eins-Hits in Südkorea (2022)
Dies ist eine Liste der Nummer-eins-Hits in Südkorea im Jahr 2022, basierend auf den offiziellen Circle Charts (bis Juli unter dem Namen Gaon Charts).

## Singles
| ← 2021 ← | Liste der Nummer-eins-Hits in Südkorea | Liste der Nummer-eins-Hits in Südkorea | Liste der Nummer-eins-Hits in Südkorea                                              | 2023 →                    |
| \| Zeitraum \| Wo. ges. \| Interpret \| Titel Autor(en) \| Zusätzliche Informationen \| \| (Zeitraum, Wochen auf Platz eins, Interpret, Titel, Autor[en], zusätzliche Informationen) \| \| \| \| \| \| ----------------------------------------------------------------------------------------- \| -------- \| -------------------------------------- \| ----------------------------------------------------------------------------------- \| ------------------------- \| \| 26. Dezember 2021 – 1. Januar 2022 1 Woche (insgesamt 3) \| 3 \| Sokodomo feat. Zion.T und Wonstein \| Merry-Go-Round 회전목마 \| – \| \| 2. Januar 2022 – 8. Januar 2022 1 Woche \| 1 \| IU 아이유 \| Winter Sleep 겨울잠 \| – \| \| 9. Januar 2022 – 12. Februar 2022 5 Wochen \| 5 \| Kim Min-seok 김민석 \| Drunken Confession 취중고백 \| – \| \| 13. Februar 2022 – 12. März 2022 4 Wochen \| 4 \| Taeyeon 태연 \| INVU \| – \| \| 13. März 2022 – 19. März 2022 1 Woche \| 1 \| Jay Park feat. IU 박재범 feat. 아이유 \| Ganadara \| – \| \| 20. März 2022 – 2. April 2022 2 Wochen \| 2 \| (G)I-DLE (여자)아이들 \| Tomboy \| – \| \| 3. April 2022 – 16. April 2022 2 Wochen (insgesamt 3) \| 3 \| Big Bang 빅뱅 \| Still Life 봄여름가을겨울 \| – \| \| 17. April 2022 – 23. April 2022 1 Woche \| 1 \| Lim Young-woong 임영웅 \| Our Blues 우리들의 블루스 \| – \| \| 24. April 2022 – 30. April 2022 1 Woche (insgesamt 3) \| 3 \| Big Bang 빅뱅 \| Still Life 봄여름가을겨울 \| – \| \| 1. Mai 2022 – 7. Mai 2022 1 Woche \| 1 \| Lim Young-woong 임영웅 \| If We Ever Meet Again 다시 만날 수 있을까 \| – \| \| 8. Mai 2022 – 28. Mai 2022 3 Wochen (insgesamt 4) \| 4 \| Psy feat. Suga 싸이 feat. 민윤기 \| That That \| – \| \| 29. Mai 2022 – 4. Juni 2022 1 Woche \| 1 \| NCT Dream \| Beatbox \| – \| \| 5. Juni 2022 – 11. Juni 2022 1 Woche (insgesamt 4) \| 4 \| Psy feat. Suga 싸이 feat. 민윤기 \| That That \| – \| \| 12. Juni 2022 – 9. Juli 2022 4 Wochen \| 4 \| Ive 아이브 \| Love Dive \| – \| \| 10. Juli 2022 – 13. August 2022 5 Wochen \| 5 \| WSG Wannabe (Gaya-G) WSG워너비 (가야G) \| At That Moment 그때 그 순간 그대로 (그그그) \| – \| \| 14. August 2022 – 27. August 2022 2 Wochen \| 2 \| NewJeans \| Attention \| – \| \| 28. August 2022 – 24. September 2022 4 Wochen \| 4 \| Ive 아이브 \| After Like \| – \| \| 25. September 2022 – 22. Oktober 2022 4 Wochen \| 4 \| Zico feat. Homies 지코 feat. 호미들 \| New Thing 새삥 \| – \| \| 23. Oktober 2022 – 5. November 2022 2 Wochen \| 2 \| (G)I-DLE (여자)아이들 \| Nxde \| – \| \| 6. November 2022 – 17. Dezember 2022 6 Wochen \| 6 \| Younha 윤하 \| Event Horizon 사건의 지평선 Song Jun-ho, Ko Youn-ha \| – \| \| 18. Dezember 2022 – 28. Januar 2023 6 Wochen (insgesamt 10) \| 10 \| NewJeans \| Ditto Ho Hyung-lee, Cho Hyu-il, Kim Min-ji, Woo Hyo-eun, Ylva Anna Birgitta Dimberg \| – \| |                                        |                                        |                                                                                     |                           |
| ← 2021 |                                        |                                        |                                                                                     | → 2023 →                  |
| Zeitraum | Wo. ges.                               | Interpret                              | Titel Autor(en)                                                                     | Zusätzliche Informationen |
| (Zeitraum, Wochen auf Platz eins, Interpret, Titel, Autor[en], zusätzliche Informationen) |                                        |                                        |                                                                                     |                           |
| 26. Dezember 2021 – 1. Januar 2022 1 Woche (insgesamt 3) | 3                                      | Sokodomo feat. Zion.T und Wonstein     | Merry-Go-Round 회전목마                                                             | –                         |
| 2. Januar 2022 – 8. Januar 2022 1 Woche | 1                                      | IU 아이유                              | Winter Sleep 겨울잠                                                                 | –                         |
| 9. Januar 2022 – 12. Februar 2022 5 Wochen | 5                                      | Kim Min-seok 김민석                    | Drunken Confession 취중고백                                                         | –                         |
| 13. Februar 2022 – 12. März 2022 4 Wochen | 4                                      | Taeyeon 태연                           | INVU                                                                                | –                         |
| 13. März 2022 – 19. März 2022 1 Woche | 1                                      | Jay Park feat. IU 박재범 feat. 아이유  | Ganadara                                                                            | –                         |
| 20. März 2022 – 2. April 2022 2 Wochen | 2                                      | (G)I-DLE (여자)아이들                  | Tomboy                                                                              | –                         |
| 3. April 2022 – 16. April 2022 2 Wochen (insgesamt 3) | 3                                      | Big Bang 빅뱅                          | Still Life 봄여름가을겨울                                                           | –                         |
| 17. April 2022 – 23. April 2022 1 Woche | 1                                      | Lim Young-woong 임영웅                 | Our Blues 우리들의 블루스                                                           | –                         |
| 24. April 2022 – 30. April 2022 1 Woche (insgesamt 3) | 3                                      | Big Bang 빅뱅                          | Still Life 봄여름가을겨울                                                           | –                         |
| 1. Mai 2022 – 7. Mai 2022 1 Woche | 1                                      | Lim Young-woong 임영웅                 | If We Ever Meet Again 다시 만날 수 있을까                                           | –                         |
| 8. Mai 2022 – 28. Mai 2022 3 Wochen (insgesamt 4) | 4                                      | Psy feat. Suga 싸이 feat. 민윤기       | That That                                                                           | –                         |
| 29. Mai 2022 – 4. Juni 2022 1 Woche | 1                                      | NCT Dream                              | Beatbox                                                                             | –                         |
| 5. Juni 2022 – 11. Juni 2022 1 Woche (insgesamt 4) | 4                                      | Psy feat. Suga 싸이 feat. 민윤기       | That That                                                                           | –                         |
| 12. Juni 2022 – 9. Juli 2022 4 Wochen | 4                                      | Ive 아이브                             | Love Dive                                                                           | –                         |
| 10. Juli 2022 – 13. August 2022 5 Wochen | 5                                      | WSG Wannabe (Gaya-G) WSG워너비 (가야G) | At That Moment 그때 그 순간 그대로 (그그그)                                         | –                         |
| 14. August 2022 – 27. August 2022 2 Wochen | 2                                      | NewJeans                               | Attention                                                                           | –                         |
| 28. August 2022 – 24. September 2022 4 Wochen | 4                                      | Ive 아이브                             | After Like                                                                          | –                         |
| 25. September 2022 – 22. Oktober 2022 4 Wochen | 4                                      | Zico feat. Homies 지코 feat. 호미들    | New Thing 새삥                                                                      | –                         |
| 23. Oktober 2022 – 5. November 2022 2 Wochen | 2                                      | (G)I-DLE (여자)아이들                  | Nxde                                                                                | –                         |
| 6. November 2022 – 17. Dezember 2022 6 Wochen | 6                                      | Younha 윤하                            | Event Horizon 사건의 지평선 Song Jun-ho, Ko Youn-ha                                 | –                         |
| 18. Dezember 2022 – 28. Januar 2023 6 Wochen (insgesamt 10) | 10                                     | NewJeans                               | Ditto Ho Hyung-lee, Cho Hyu-il, Kim Min-ji, Woo Hyo-eun, Ylva Anna Birgitta Dimberg | –                         |

## Alben
| ← 2021 ← | Liste der Nummer-eins-Hits in Südkorea | Liste der Nummer-eins-Hits in Südkorea | Liste der Nummer-eins-Hits in Südkorea        | 2023 →                    |
| \| Zeitraum \| Wo. ges. \| Interpret \| Titel \| Zusätzliche Informationen \| \| (Zeitraum, Wochen auf Platz eins, Interpret, Titel, zusätzliche Informationen) \| \| \| \| \| \| ------------------------------------------------------------------------------ \| -------- \| -------------------------------------- \| --------------------------------------------- \| ------------------------- \| \| 26. Dezember 2021 – 1. Januar 2022 1 Woche (insgesamt 2) \| 2 \| NCT \| Universe \| – \| \| 2. Januar 2022 – 8. Januar 2022 1 Woche \| 1 \| Kep1er 케플러 \| First Impact \| – \| \| 9. Januar 2022 – 15. Januar 2022 1 Woche \| 1 \| Enhypen \| Dimension: Answer \| – \| \| 16. Januar 2022 – 22. Januar 2022 1 Woche \| 1 \| SMTown \| 2021 Winter SM Town: SMCU Express \| – \| \| 23. Januar 2022 – 29. Januar 2022 1 Woche \| 1 \| Pentagon 펜타곤 \| In:vite U \| – \| \| 30. Januar 2022 – 5. Februar 2022 1 Woche \| 1 \| Itzy 있지 \| Crazy in Love \| – \| \| 6. Februar 2022 – 12. Februar 2022 1 Woche \| 1 \| Wonpil 원필 \| Pilmography \| – \| \| 13. Februar 2022 – 19. Februar 2022 1 Woche \| 1 \| Treasure 트레저 \| The Second Step: Chapter One \| – \| \| 20. Februar 2022 – 26. Februar 2022 1 Woche \| 1 \| STAYC 스테이씨 \| Young-Luv.com \| – \| \| 27. Februar 2022 – 5. März 2022 1 Woche \| 1 \| Super Junior 슈퍼주니어 \| The Road: Winter for Spring \| – \| \| 6. März 2022 – 12. März 2022 1 Woche \| 1 \| Nmixx \| Ad Mare \| – \| \| 13. März 2022 – 19. März 2022 1 Woche \| 1 \| Stray Kids 스트레이 키즈 \| Oddinary \| – \| \| 20. März 2022 – 26. März 2022 1 Woche \| 1 \| Cravity \| Liberty: In Our Cosmos \| – \| \| 27. März 2022 – 2. April 2022 1 Woche (insgesamt 2) \| 2 \| NCT Dream \| Glitch Mode – The 2nd Album \| – \| \| 3. April 2022 – 9. April 2022 1 Woche \| 1 \| IVE 아이브 \| Love Dive \| – \| \| 10. April 2022 – 16. April 2022 1 Woche \| 1 \| Red Velvet 레드벨벳 \| The ReVe Festival 2022 – Feel My Rhythm \| – \| \| 17. April 2022 – 23. April 2022 1 Woche (insgesamt 2) \| 2 \| NCT Dream \| Glitch Mode – The 2nd Album \| – \| \| 24. April 2022 – 30. April 2022 1 Woche \| 1 \| Monsta X 몬스타엑스 \| Shape of Love \| – \| \| 1. Mai 2022 – 7. Mai 2022 1 Woche \| 1 \| Lim Young-woong 임영웅 \| Titel \| – \| \| 8. Mai 2022 – 14. Mai 2022 1 Woche \| 1 \| Tomorrow X Together 투모로우바이투게더 \| Minisode 2: Thursday’s Child \| – \| \| 15. Mai 2022 – 21. Mai 2022 1 Woche \| 1 \| Astro 아스트로 \| Drive to the Starry Road \| – \| \| 22. Mai 2022 – 28. Mai 2022 1 Woche \| 1 \| Seventeen 세븐틴 \| Face the Sun – 4th Album \| – \| \| 29. Mai 2022 – 4. Juni 2022 1 Woche \| 1 \| NCT Dream \| Beatbox – The 2nd Album Repackage \| – \| \| 5. Juni 2022 – 18. Juni 2022 2 Wochen (insgesamt 3) \| 3 \| BTS 방탄소년단 \| Proof \| – \| \| 19. Juni 2022 – 25. Juni 2022 1 Woche \| 1 \| Nayeon 나연 \| I’m Nayeon \| – \| \| 26. Juni 2022 – 2. Juli 2022 1 Woche \| 1 \| Fromis 9 프로미스나인 \| From Our Memento Box \| – \| \| 3. Juli 2022 – 9. Juli 2022 1 Woche \| 1 \| Aespa \| Girls – The 2nd Mini Album \| – \| \| 10. Juli 2022 – 16. Juli 2022 1 Woche \| 1 \| Itzy 있지 \| Checkmate \| – \| \| 17. Juli 2022 – 23. Juli 2022 1 Woche \| 1 \| Seventeen 세븐틴 \| Sector 17 – 4th Album Repackage \| – \| \| 24. Juli 2022 – 6. August 2022 2 Wochen \| 2 \| Ateez 에이티즈 \| The World EP 1: Movement \| – \| \| 7. August 2022 – 13. August 2022 1 Woche \| 1 \| NewJeans \| New Jeans – 1st EP \| – \| \| 14. August 2022 – 20. August 2022 1 Woche \| 1 \| The Boyz 더보이즈 \| Be Aware – 7th Mini Album \| – \| \| 21. August 2022 – 27. August 2022 1 Woche \| 1 \| Ive 아이브 \| After Like \| – \| \| 28. August 2022 – 3. September 2022 1 Woche \| 1 \| Key 키 \| Gasoline – The 2nd Album \| – \| \| 4. September 2022 – 10. September 2022 1 Woche \| 1 \| Oneus 원어스 \| Malus \| – \| \| 11. September 2022 – 17. September 2022 1 Woche \| 1 \| Blackpink \| Born Pink \| – \| \| 18. September 2022 – 24. September 2022 1 Woche \| 1 \| Nmixx \| Entwurf \| – \| \| 25. September 2022 – 1. Oktober 2022 1 Woche \| 1 \| Cravity \| New Wave \| – \| \| 2. Oktober 2022 – 15. Oktober 2022 2 Wochen (insgesamt 3) \| 3 \| Stray Kids 스트레이 키즈 \| Maxident \| – \| \| 16. Oktober 2022 – 22. Oktober 2022 1 Woche \| 1 \| (G)I-DLE (여자)아이들 \| I Love \| – \| \| 23. Oktober 2022 – 29. Oktober 2022 1 Woche (insgesamt 2) \| 2 \| Jin 진 \| The Astronaut \| – \| \| 30. Oktober 2022 – 5. November 2022 1 Woche (insgesamt 3) \| 3 \| Stray Kids 스트레이 키즈 \| Maxident \| – \| \| 6. November 2022 – 12. November 2022 1 Woche (insgesamt 2) \| 2 \| Jin 진 \| The Astronaut \| – \| \| 13. November 2022 – 19. November 2022 1 Woche \| 1 \| Chen 첸 \| Last Scene – The 3rd Mini Album 사라지고 있어 \| – \| \| 20. November 2022 – 26. November 2022 1 Woche \| 1 \| Tempest 템페스트 \| On and On \| – \| \| 27. November 2022 – 3. Dezember 2022 1 Woche \| 1 \| Itzy 있지 \| Cheshire \| – \| \| 4. Dezember 2022 – 10. Dezember 2022 1 Woche (insgesamt 3) \| 3 \| BTS 방탄소년단 \| Proof \| – \| \| 11. Dezember 2022 – 17. Dezember 2022 1 Woche \| 1 \| Super Junior 슈퍼주니어 \| The Road: Celebration – The 11th Album Vol. 2 \| – \| \| 18. Dezember 2022 – 24. Dezember 2022 1 Woche \| 1 \| NCT Dream \| Candy – Winter Special Mini Album \| – \| \| 25. Dezember 2022 – 31. Dezember 2022 1 Woche \| 1 \| Ateez 에이티즈 \| Spin Off: From the Witness \| – \| |                                        |                                        |                                               |                           |
| ← 2021 |                                        |                                        |                                               | → 2023 →                  |
| Zeitraum | Wo. ges.                               | Interpret                              | Titel                                         | Zusätzliche Informationen |
| (Zeitraum, Wochen auf Platz eins, Interpret, Titel, zusätzliche Informationen) |                                        |                                        |                                               |                           |
| 26. Dezember 2021 – 1. Januar 2022 1 Woche (insgesamt 2) | 2                                      | NCT                                    | Universe                                      | –                         |
| 2. Januar 2022 – 8. Januar 2022 1 Woche | 1                                      | Kep1er 케플러                          | First Impact                                  | –                         |
| 9. Januar 2022 – 15. Januar 2022 1 Woche | 1                                      | Enhypen                                | Dimension: Answer                             | –                         |
| 16. Januar 2022 – 22. Januar 2022 1 Woche | 1                                      | SMTown                                 | 2021 Winter SM Town: SMCU Express             | –                         |
| 23. Januar 2022 – 29. Januar 2022 1 Woche | 1                                      | Pentagon 펜타곤                        | In:vite U                                     | –                         |
| 30. Januar 2022 – 5. Februar 2022 1 Woche | 1                                      | Itzy 있지                              | Crazy in Love                                 | –                         |
| 6. Februar 2022 – 12. Februar 2022 1 Woche | 1                                      | Wonpil 원필                            | Pilmography                                   | –                         |
| 13. Februar 2022 – 19. Februar 2022 1 Woche | 1                                      | Treasure 트레저                        | The Second Step: Chapter One                  | –                         |
| 20. Februar 2022 – 26. Februar 2022 1 Woche | 1                                      | STAYC 스테이씨                         | Young-Luv.com                                 | –                         |
| 27. Februar 2022 – 5. März 2022 1 Woche | 1                                      | Super Junior 슈퍼주니어                | The Road: Winter for Spring                   | –                         |
| 6. März 2022 – 12. März 2022 1 Woche | 1                                      | Nmixx                                  | Ad Mare                                       | –                         |
| 13. März 2022 – 19. März 2022 1 Woche | 1                                      | Stray Kids 스트레이 키즈               | Oddinary                                      | –                         |
| 20. März 2022 – 26. März 2022 1 Woche | 1                                      | Cravity                                | Liberty: In Our Cosmos                        | –                         |
| 27. März 2022 – 2. April 2022 1 Woche (insgesamt 2) | 2                                      | NCT Dream                              | Glitch Mode – The 2nd Album                   | –                         |
| 3. April 2022 – 9. April 2022 1 Woche | 1                                      | IVE 아이브                             | Love Dive                                     | –                         |
| 10. April 2022 – 16. April 2022 1 Woche | 1                                      | Red Velvet 레드벨벳                    | The ReVe Festival 2022 – Feel My Rhythm       | –                         |
| 17. April 2022 – 23. April 2022 1 Woche (insgesamt 2) | 2                                      | NCT Dream                              | Glitch Mode – The 2nd Album                   | –                         |
| 24. April 2022 – 30. April 2022 1 Woche | 1                                      | Monsta X 몬스타엑스                    | Shape of Love                                 | –                         |
| 1. Mai 2022 – 7. Mai 2022 1 Woche | 1                                      | Lim Young-woong 임영웅                 | Titel                                         | –                         |
| 8. Mai 2022 – 14. Mai 2022 1 Woche | 1                                      | Tomorrow X Together 투모로우바이투게더 | Minisode 2: Thursday’s Child                  | –                         |
| 15. Mai 2022 – 21. Mai 2022 1 Woche | 1                                      | Astro 아스트로                         | Drive to the Starry Road                      | –                         |
| 22. Mai 2022 – 28. Mai 2022 1 Woche | 1                                      | Seventeen 세븐틴                       | Face the Sun – 4th Album                      | –                         |
| 29. Mai 2022 – 4. Juni 2022 1 Woche | 1                                      | NCT Dream                              | Beatbox – The 2nd Album Repackage             | –                         |
| 5. Juni 2022 – 18. Juni 2022 2 Wochen (insgesamt 3) | 3                                      | BTS 방탄소년단                         | Proof                                         | –                         |
| 19. Juni 2022 – 25. Juni 2022 1 Woche | 1                                      | Nayeon 나연                            | I’m Nayeon                                    | –                         |
| 26. Juni 2022 – 2. Juli 2022 1 Woche | 1                                      | Fromis 9 프로미스나인                  | From Our Memento Box                          | –                         |
| 3. Juli 2022 – 9. Juli 2022 1 Woche | 1                                      | Aespa                                  | Girls – The 2nd Mini Album                    | –                         |
| 10. Juli 2022 – 16. Juli 2022 1 Woche | 1                                      | Itzy 있지                              | Checkmate                                     | –                         |
| 17. Juli 2022 – 23. Juli 2022 1 Woche | 1                                      | Seventeen 세븐틴                       | Sector 17 – 4th Album Repackage               | –                         |
| 24. Juli 2022 – 6. August 2022 2 Wochen | 2                                      | Ateez 에이티즈                         | The World EP 1: Movement                      | –                         |
| 7. August 2022 – 13. August 2022 1 Woche | 1                                      | NewJeans                               | New Jeans – 1st EP                            | –                         |
| 14. August 2022 – 20. August 2022 1 Woche | 1                                      | The Boyz 더보이즈                      | Be Aware – 7th Mini Album                     | –                         |
| 21. August 2022 – 27. August 2022 1 Woche | 1                                      | Ive 아이브                             | After Like                                    | –                         |
| 28. August 2022 – 3. September 2022 1 Woche | 1                                      | Key 키                                 | Gasoline – The 2nd Album                      | –                         |
| 4. September 2022 – 10. September 2022 1 Woche | 1                                      | Oneus 원어스                           | Malus                                         | –                         |
| 11. September 2022 – 17. September 2022 1 Woche | 1                                      | Blackpink                              | Born Pink                                     | –                         |
| 18. September 2022 – 24. September 2022 1 Woche | 1                                      | Nmixx                                  | Entwurf                                       | –                         |
| 25. September 2022 – 1. Oktober 2022 1 Woche | 1                                      | Cravity                                | New Wave                                      | –                         |
| 2. Oktober 2022 – 15. Oktober 2022 2 Wochen (insgesamt 3) | 3                                      | Stray Kids 스트레이 키즈               | Maxident                                      | –                         |
| 16. Oktober 2022 – 22. Oktober 2022 1 Woche | 1                                      | (G)I-DLE (여자)아이들                  | I Love                                        | –                         |
| 23. Oktober 2022 – 29. Oktober 2022 1 Woche (insgesamt 2) | 2                                      | Jin 진                                 | The Astronaut                                 | –                         |
| 30. Oktober 2022 – 5. November 2022 1 Woche (insgesamt 3) | 3                                      | Stray Kids 스트레이 키즈               | Maxident                                      | –                         |
| 6. November 2022 – 12. November 2022 1 Woche (insgesamt 2) | 2                                      | Jin 진                                 | The Astronaut                                 | –                         |
| 13. November 2022 – 19. November 2022 1 Woche | 1                                      | Chen 첸                                | Last Scene – The 3rd Mini Album 사라지고 있어 | –                         |
| 20. November 2022 – 26. November 2022 1 Woche | 1                                      | Tempest 템페스트                       | On and On                                     | –                         |
| 27. November 2022 – 3. Dezember 2022 1 Woche | 1                                      | Itzy 있지                              | Cheshire                                      | –                         |
| 4. Dezember 2022 – 10. Dezember 2022 1 Woche (insgesamt 3) | 3                                      | BTS 방탄소년단                         | Proof                                         | –                         |
| 11. Dezember 2022 – 17. Dezember 2022 1 Woche | 1                                      | Super Junior 슈퍼주니어                | The Road: Celebration – The 11th Album Vol. 2 | –                         |
| 18. Dezember 2022 – 24. Dezember 2022 1 Woche | 1                                      | NCT Dream                              | Candy – Winter Special Mini Album             | –                         |
| 25. Dezember 2022 – 31. Dezember 2022 1 Woche | 1                                      | Ateez 에이티즈                         | Spin Off: From the Witness                    | –                         |